# 大笹吉雄
大笹 吉雄（おおざさ よしお、1941年5月8日 - ）は、日本の演劇評論家。

## 来歴・人物
大阪府に生まれる。早稲田大学第一文学部演劇科で郡司正勝に師事する。1964年に卒業後、歌舞伎雑誌『演劇界』を発行している演劇出版社に勤務するが、演劇批評をするため1975年に退社。6か月たって初めて原稿依頼があったという。37歳で最初の著書『正統なる頽廃』を刊行した。
1985年よりライフワーク『日本現代演劇史』の刊行を始め、同年に第1巻でサントリー学芸賞受賞した。以後も1991年に『花顔の人・花柳章太郎伝』で大佛次郎賞受賞。2008年『女優二代』で読売文学賞受賞。2010年『新日本現代演劇史』で河竹賞受賞。2014年『最後の岸田國士論』で芸術選奨文部科学大臣賞受賞。
1998年より大阪芸術大学教授（2008年3月退職）。サントリー学芸賞選考委員。朝日舞台芸術賞選考委員（2008年度まで）。元AICT国際演劇評論家協会日本センター会長（1999〜2003年）。元日本演劇学会理事。日韓演劇交流センター会長。
演劇評論家としての出発当初は多くの同世代の演劇評論家と同様に「アングラ」以降を対象としていたが、1980年代中期より軸足を新派・新劇といった、歌舞伎と現代演劇の中間にあるジャンルに移した。2022年に、昭和後期（1966年 - 1989年）の新劇の歴史を扱った著書『日本新劇全史』を刊行した。

## 著書
- 『正統なる頽廃』河出書房新社 1978
- 『同時代演劇と劇作家たち』劇書房 1980
- 『ドラマの精神史』新水社 1983
- 『日本現代演劇史 明治・大正篇』白水社 1985
- 『日本現代演劇史 大正・昭和初期篇』白水社 1986
- 『日本現代演劇史 昭和戦前篇』白水社 1990
- 『花顔の人 花柳章太郎伝』講談社 1991、講談社文庫 1994
- 『現代演劇の森』講談社 1993
- 『日本現代演劇史 昭和戦中篇』1・2・3　白水社 1993-1995
- 『女優杉村春子』集英社 1995
- 『日本現代演劇史 昭和戦後篇』1・2　白水社 1998-2001　全8巻完結
- 『劇場が演じた劇』教育出版〈江戸東京ライブラリー〉 1999
- 『戦後演劇を撃つ』中公叢書 2001
- 『東京初台演劇夜話』新水社 2006
- 『女優二代 鈴木光枝と佐々木愛』集英社 2007
- 『新 日本現代演劇史』全4巻 別巻1、中央公論新社 2009-2010
- 『最後の岸田國士論』中公叢書、2013
- 『日本新劇全史 第一巻　明治～終戦』白水社、2017
- 『日本新劇全史 第二巻　昭和二十年～昭和四十年』白水社、2020
- 『日本新劇全史 第三巻　昭和四十一年～昭和六十四年』白水社、2022
- 『日本戯曲大事典』白水社、2016。※岡室美奈子、神山彰、扇田昭彦共編

## 監修
- 戦後日本戯曲初演年表 日本劇団協議会、1999-
- 日本戯曲初演年表 あづき、2003